# 122P/de Vico
122P/de Vico, komet Halleyjeve vrste, objekt blizu Zemlji.